# Brložec (Štědrá)
Brložec (německy Pürles) je malá vesnice, část obce Štědrá v okrese Karlovy Vary v Karlovarském kraji. Nachází se asi 3,5 kilometru západně od Štědré. Prochází zde silnice II/207. Brložec leží v katastrálním území Brložec u Štědré o rozloze 4,55 km².

## Historie
První písemná zmínka o vesnici pochází z roku 1358.

## Obyvatelstvo
Při sčítání lidu v roce 1921 zde žilo 322 obyvatel (z toho 151 mužů), z nichž bylo pět Čechoslováků, 307 Němců a deset cizinců. Všichni se hlásili k římskokatolické církvi. Podle sčítání lidu z roku 1930 měla vesnice 312 obyvatel: sedm Čechoslováků a 305 Němců. Kromě dvou evangelíků byli římskými katolíky.
|           | 1869 | 1880 | 1890 | 1900 | 1910 | 1921 | 1930 | 1950 | 1961 | 1970 | 1980 | 1991 | 2001 | 2011 | 2021 |
| --------- | ---- | ---- | ---- | ---- | ---- | ---- | ---- | ---- | ---- | ---- | ---- | ---- | ---- | ---- | ---- |
| Obyvatelé | 411  | 360  | 348  | 341  | 353  | 322  | 312  | 136  | 124  | 94   | 57   | 41   | 36   | 41   | 41   |
| Domy      | 56   | 57   | 58   | 59   | 58   | 58   | 59   | 35   | 32   | 26   | 20   | 18   | 22   | 23   | 25   |

## Obecní správa
Při sčítání lidu v letech 1869–1950 Brložec byl samostatnou obcí, se kterým patřil nejprve do okresu Žlutice, ale v roce 1950 v okrese Toužim. Od roku 1964 je částí obce Štědrá v okrese Karlovy Vary.

## Pamětihodnosti
- Kostel svatého Michala
- Socha svatého Jana Nepomuckého
- Venkovské usedlosti čp. 22 a 28